# 佈局 (電影)
是一部2017年西班牙懸疑犯罪片。它是由懸疑片名導奧瑞歐·保羅在《屍物招領》之後執導的第二部长片。

## 劇情
年少有為的亞德良·多利亞投身資訊業十年，創業有成，事業版圖擴及中國、法國，成為被表揚的創業家。也有貌美嬌妻跟可愛的孩子，但一如所有雄心勃勃的商業鉅子，他還在外金屋藏嬌，與一位名叫蘿拉·維達的美麗攝影師發生婚外情，而他們兩人各自有家室，這畸戀使得他痛苦不堪。
某個冬日，亞德良捲入了一場兇殺案，他與蘿拉在一間僻靜的小旅館幽會，蘿拉被人用鈍器打死，身上灑滿了歐元鈔票。亞德良也被打傷，由於命案現場是一個密室，由於天冷，飯店將窗戶把手拆除，窗戶無法開啟，房內又上了門閂，亞德良無法解釋兇手如何脫逃，無論是輿論或者檢方的資料都對他相當不利。亞德良的私人律師腓力·萊瓦認為此案極難處理，於是在開庭前請來了一位推理精湛，邏輯準確的知名女律師薇吉妮亞·古德曼來幫助亞德良整理供詞，自己則去尋找有利的證人。
這位以執業三十年未嘗敗績而聞名全西班牙的「勝訴女神」，由於發覺檢方已經獲得一位秘密證人，並要求法官迅速開始聽證會，特意提早一個小時，風塵僕僕地來到亞德良處。亞德良回憶起，自己被擊昏於一個旅館房間，醒來後他發現身旁竟然伴著蘿拉的屍體，他也因而被依謀殺罪起訴。
薇吉妮亞發現亞德良的記憶非常朦朧，說詞更是含糊，且刻意迴避了本案的某些重要細節，這將會使亞德良百分百被判謀殺罪。薇吉妮亞語重心長地告訴亞德良，為了免於鋃鐺入獄，一定要跟自己合作，首先就是必須講出所有真相，薇吉妮亞恐嚇亞德良：「沒有痛苦，就沒有救贖；而你，沒有我聰明。」同時薇吉妮亞更發現，亞德良不願透露真相的原因，不僅僅是令人難以啟齒的婚外情，更是因為亞德良先前的一場神秘車禍。
亞德良無奈之下，只好開始說出故事。
亞德良與蘿拉在一次幽會結束後，因為一晌貪歡延誤了時間，只好飆車抄捷徑，痛苦的亞德良在車上提出分手事宜。正當兩人分心時，突然衝出一隻鹿，他們嚇得偏離車道，撞上了對向來車，亞德良的寶馬名車也因此拋錨路上，對向來車的年輕駕駛丹尼則已經沒了氣息。
隨即一輛車經過，該司機下來察看，疑心了一下。蘿拉因羅敷有夫，怕兩人東窗事發，於是假裝自己與亞德良發生車禍，恰好丹尼的手機響起，蘿拉只好硬是把丹尼的手機塞到自己身上，打發走了該司機，蘿拉並要亞德良處理丹尼的車輛與屍體，自己留守等待拖吊車救援。亞德良將丹尼連人帶車沉入湖中時，卻看見一隻鹿又飛奔過去，並同時有奇怪的聲響，亞德良疑心有人尾隨在後。
第二輛汽車經過了蘿拉這邊，駕駛是湯瑪士·加里多，湯瑪士本為寶馬的資深工程師，退休後在家中開設小型修車廠，他好心地表示要幫助蘿拉，把車子拖回家中修理，蘿拉因為盛情難卻而同意了。湯瑪士在車上喋喋不休，說愛妻艾薇曾經是大學戲劇系講師，且與自己在劇團相識，艾薇現因養病，辭去教職，搬到郊區，偶爾才去旅館打工。但好巧不巧，蘿拉的夫婿布魯諾·維達恰好在此時打電話給蘿拉，說要去接她，但蘿拉支支吾吾，期期艾艾，讓湯瑪士充滿疑惑。蘿拉到了湯瑪士家中，受到湯瑪士與艾薇殷勤的款待，卻發覺剛剛被撞死的丹尼就是湯瑪士與艾薇的獨生子，只好在湯瑪士尋子時，趕緊把丹尼的手機塞到湯瑪士家的沙發中。
亞德良將愛車私下賣給廢車廠，並報警稱自己的愛車失竊，也和蘿拉兩人議定分手。然而湯瑪士還是察覺了其中的問題，他知道愛子可能已經遇難，於是到警局報案，失蹤案不久登上了新聞版面。警方斷定丹尼失蹤前曾發生車禍，湯瑪士記下了寶馬車號，由於車號是亞德良名下的，亞德良也被警察傳喚，但亞德良只說汽車已經失竊了，且自己人在巴黎出差，有不在場證明，在陪同偵訊的大律師腓力咄咄逼人護航下，警察也不敢多問，於是放走了亞德良。
不久後，新聞傳出了身為銀行職員的丹尼，被爆料侵占了五萬歐元到自己的帳戶。蘿拉的夫婿布魯諾恰好是該銀行的主管，蘿拉乘布魯諾不注意時，盜用了丹尼的職員卡，並利用布魯諾的遠距辦公系統，嫁禍給了丹尼，如此一來，丹尼涉及監守自盜還畏罪潛逃，不再有外人懷疑他已死。亞德良更透過腓力對警方的施壓，讓丹尼失蹤案的警方結案報告中，完全剔除了亞德良的名字。
亞德良出席「傑出青商大會」時，湯瑪士冒充記者求見，湯瑪士向亞德良表示，無意追究亞德良，只想找回丹尼的屍首，好讓愛子入土為安，也洗清丹尼貪汙又跑路的惡名，並恫嚇似地把亞德良的打火機丟入水池，暗示自己知道亞德良已經將丹尼連人帶車沉入湖中，亞德良抵死否認，直到保安將湯瑪士請出門外。不久之後亞德良被人恫嚇，他收到一張湖泊的照片，這是他棄屍的地點，看來是有人意圖勒索他和蘿拉十萬塊歐元，亞德良告訴薇吉妮亞，這個勒索者應該是第一輛車的司機，因為看到了事情經過，想要趁火打劫。
薇吉妮亞發現亞德良說話破綻百出，反質問道，如果兇手是為錢而來的第一位司機，那為何大把鈔票都沒被劫走呢？與其說兇手是第一位司機，不如直接說是湯瑪士，湯瑪士一心要為子報仇，且湯瑪士的太太艾薇就在這家旅館工作，完全有可能接應湯瑪士，兩人合作之下，製造密室不無可能。薇吉妮亞拿出了剪報，報上的照片中，艾薇確實在命案現場。依照薇吉妮亞的推理，湯瑪士可以躲在衣櫃，等亞德良與蘿拉進門之後，打死蘿拉，打昏亞德良，再拿出工具，撬開窗戶逃出，並讓艾薇偷偷鎖上窗戶而脫身。亞德良大喜過望，他認為薇吉妮亞果然才華洋溢，因為他老早就想說「真凶就是湯瑪士」了，只是測試一下薇吉妮亞是否有這個火侯罷了。
薇吉妮亞又讓要亞德良說出丹尼被棄屍的地點，她已經設計好，只要在丹尼的車上，放上蘿拉的隨身物品，就可以把丹尼命案完全嫁禍給蘿拉，屆時亞德良在法庭上只要說自己在巴黎出差，蘿拉已死，根本死無對證。薇吉妮亞要亞德良標出棄屍的位置，屆時可以說是蘿拉一個人開車出遊並撞死丹尼，亞德良只是基於情婦關係，協助蘿拉處理屍體；至於蘿拉的死，則是為子報仇的湯瑪士幹的，亞德良不涉及兩件謀殺罪，只涉及「協助棄屍」的輕罪。亞德良說，只要檢方的秘密證人一來，這個故事根本沒有可信度。薇吉妮亞冷靜地回應道，根本沒有所謂秘密證人，秘密證人一事根本是薇吉妮亞胡謅的，薇吉妮亞只是要亞德良吐實。
此時亞德良居然爆出了另外一個重大秘密，原來亞德良在把汽車推入湖中時，丹尼甦醒呼救，他依然將丹尼連人帶車沉入湖中，如果說是蘿拉撞死了丹尼，法醫就可以反駁，因為驗屍可以驗出丹尼是生前落水。此時薇吉妮亞大怒，痛罵亞德良無良，根本就是殺人魔王，亞德良也激動大罵薇吉妮亞，「拿人錢財，不能與人消災」。
薇吉妮亞冷靜下來後，做出了另外一個推理，如果當初是蘿拉要求亞德良不要報案而棄屍的話，亞德良發現丹尼沒死，就應該救丹尼，但亞德良硬是溺殺丹尼，就知道亞德良是主導整件案件的主謀。且薇吉妮亞查出蘿拉在丹尼車禍後就一直患有焦慮症，可見蘿拉是個好人。丹尼貪汙跑路的不白之冤，應該也是亞德良透過政商關係去誣陷的。她又推理出，應該是蘿拉想要補償湯瑪士夫婦，故意上演了一場「勒索戲」，想自導自演地逼亞德良拿出十萬歐元，這目的是補償飽受喪子之痛的湯瑪士夫妻。蘿拉並逼亞德良與自己一起去自首。亞德良獲悉之後，只好把蘿拉滅口了，又因為逃不出現場，只好演出了一場自己被敲暈的折子戲。
薇吉妮亞還告知亞德良，指向對面大樓的一戶民宅，湯瑪士就站在那裡。薇吉妮亞說，湯瑪士一直都在跟蹤亞德良，也跟蹤到自己的事務所，於是薇吉妮亞才反過來跟蹤湯瑪士，查出了亞德良案件中的這麼多細節。薇吉妮亞還說，給亞德良看的剪報照片是合成照片，湯瑪士的太太艾薇在鏡中沒有倒影，這就證明艾薇根本沒有在現場，一切都是要迫使亞德良講真的，好幫忙辯護。亞德良只好承認自己殺了蘿拉。
這時腓力打了室內電話給亞德良。薇吉妮亞要亞德良好好講電話，說自己已經想到了辯詞，但是太疲憊了，要到外面散步一下，要亞德良休息十分鐘，並準備好咖啡，以便繼續演練攻防，挑燈夜戰。腓力說自己已經找出了丹尼車禍時，經過的第一輛車司機，腓力給了大筆現金買通他，讓他指稱亞德良不在丹尼車禍的現場，腓力還說亞德良手機已經關機。亞德良這才發現手機在薇吉妮亞碰過之後就關機了。低頭一看，自己的鋼筆居然一直漏水，拆開筆管，居然發覺鋼筆內裝了一個竊聽器，於是亞德良望向對面，薇吉妮亞居然走到湯瑪士的居處，並且開始卸妝，撕開面具，原來薇吉妮亞是湯瑪士之妻艾薇扮演的，真正的薇吉妮亞·古德曼在此時前來敲門，亞德良如夢初醒，也想起了剛才那位「薇吉妮亞」一再提到的：「沒有痛苦，就沒有救贖；而你，沒有我聰明。」
劇末，湯瑪士打電話報警，揭開這個離奇案件的真相。

## 拍摄
电影在加泰隆尼亚的塔拉萨、巴塞罗那的比斯开湾和Vall de Núria等地方拍摄。

## 票房
台灣方面，全台票房為新台幣3930萬元，表現頗佳。
本劇的“官方微博”在2017年9月24日宣布，中国大陆票房突破人民币一亿元。《看不见的客人》也成为了史上首部在中国大陆票房过亿的西班牙电影。

## 翻拍版本
- 義大利：《死无对证》（Il testimone invisibile）
- 印度：《复仇》（Badla）、《看不见的真相》（Evaru）
- ：《局中局》（자백）
- 中国：《瞒天过海》

## 外部連結
- 互联网电影数据库（IMDb）上《佈局》的资料（英文）
- 爛番茄上《佈局》的資料（英文）
- 豆瓣电影上《佈局》的資料 （简体中文）